# رصدخانه اخترفیزیک اسمیتسونین

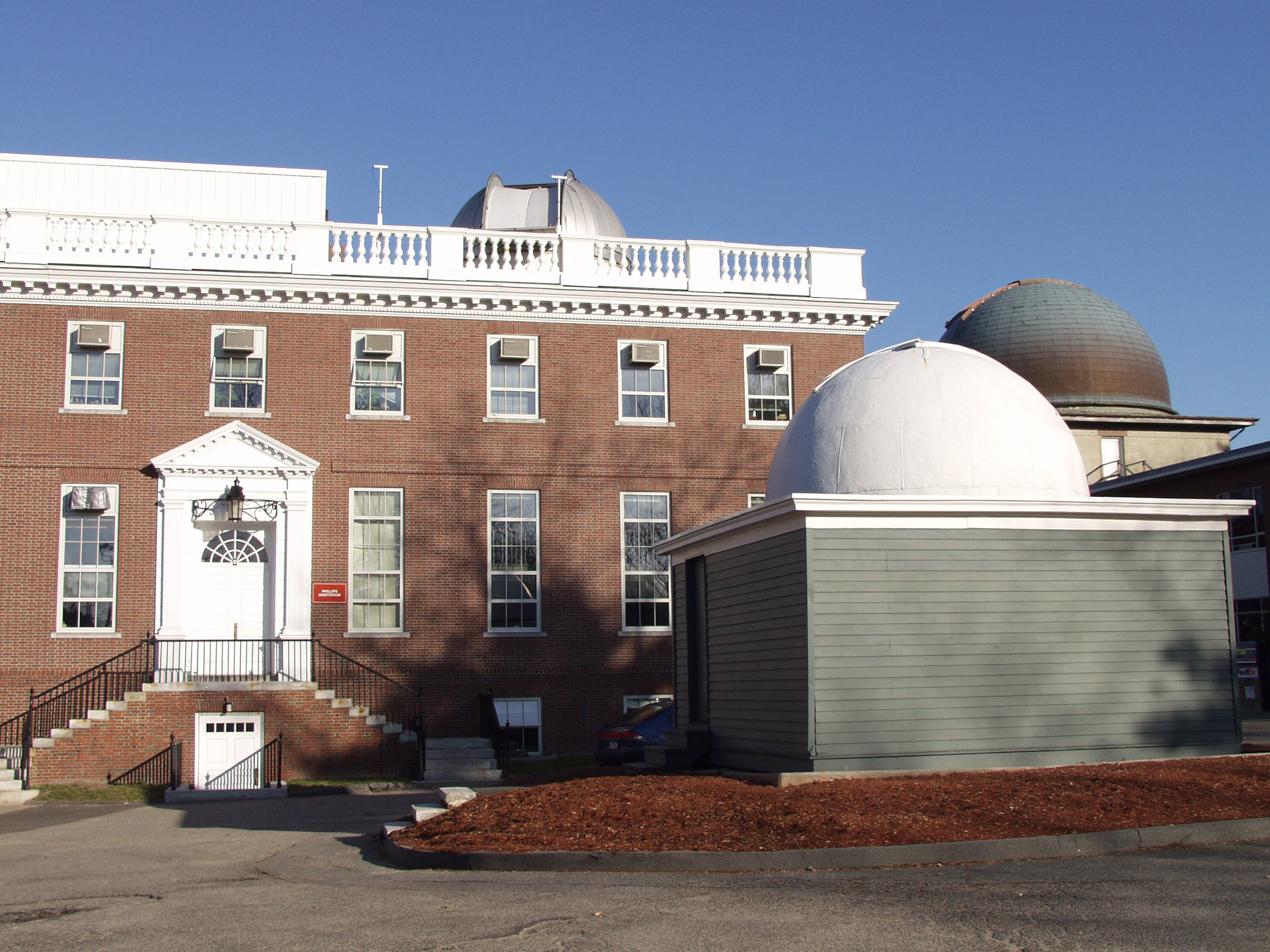
بنای خارجی مرکز اخترفیزیک هاروارد-اسمیتسونین، ۶۰ گاردن استریت، کمبریج، ماساچوست. منبع = مرکز اخترفیزیک هاروارد-اسمیتسونین

رصدخانه اخترفیزیک اسمیتسونین (به انگلیسی: Smithsonian Astrophysical Observatory SAO)،
یک مؤسسهٔ تحقیقاتی وابسته به مؤسسه اسمیتسونین است که مرکز آن در کمبریج، ماساچوست، در مجاورت رصدخانه کالج هاروارد (HCO) قرار گرفته و پیوستگی آنها به یک‌دیگر مرکز اخترفیزیک هاروارد-اسمیتسونین(CFA) را به وجود آورده است.

## پیشینه
رصدخانه اخترفیزیک اسمیتسونین در سال ۱۸۹۰ توسط ساموئل پیرپونت لانگلی، سومین رئیس اسمیتسونین، و در آغاز در درجه اول برای مطالعه و بررسی خورشید تأسیس شد. امروز از پیرپونت لانگلی به عنوان یک پیشگام هوانوردی یاد می‌شود، اما او یک دانش‌آموختهٔ ستاره‌شناسی و یک اخترشناس و اولین دانشمند آمریکایی بود که به درک مفهوم «اختر فیزیک» به عنوان یک رشتهٔ مجزا توجه داشت. لانگلی ابزار اخترشناسی بولومتر را ساخت و اشعه مادون قرمز خورشید را نشان داد.
رصدخانه اخترفیزیک اسمیتسونین (SAO) در سال ۱۹۵۵، از واشینگتن، دی.سی. به کمبریج، برای همکاری با رصدخانه کالج هاروارد (HCO) و گسترش شمار کارکنان، و امکانات خود، و مهمتر از همه، دامنه‌های تلاش‌های علمی نقل مکان کرد. فرد لارنس ویپل، نخستین مدیر کل رصدخانهٔ (SAO) در این دور تازهٔ تلاش‌های علمی، پذیرفت که یک چالش ملی برای ایجاد یک شبکهٔ ردیابی آسمان در سراسر جهان به وجود آورَد، تصمیمی که رصدخانه اخترفیزیک اسمیتسونین را به صورت یک پیشگام و رهبر در تحقیقات علوم فضایی درمی‌آورد.

## ایستگاه‌های رصدی راه دور
رصدخانه اخترفیزیک اسمیتسونین (SAO) در طول سال‌ها، شماری از ایستگاه‌های رصدی راه دور را در بسیاری از جاهای مختلف جهان بنا و راه‌اندازی کرده‌است.
.
| پایگاه                           | گونه                  | عرض جغرافیایی(φ) | طول جغرافیایی(λ) | بلندی متر | گشایش | پایان | مختصات                                                |
| -------------------------------- | --------------------- | ---------------- | ---------------- | --------- | ----- | ----- | ----------------------------------------------------- |
| رصدخانه کوه ویلسون، کالیفرنیا    | خورشیدی               | ۳۴º13'N          | ۱۱۸º56'W         | ۱۷۳۷      | ۱۹۰۸  | ۱۹۲۰  | ۳۴°۱۳′ جنوبی ۱۱۸°۵۶′ غربی / ۳۴٫۲۱۷°جنوبی ۱۱۸٫۹۳۳°غربی |
| Hump Mountain, North Carolina    | خورشیدی               | ۳۶º8'N           | ۸۲º0'W           | ۱۵۰۰      | ۱۹۱۷  | ۱۹۱۸  | ۳۶°۸′ شمالی ۸۲°۰′ غربی / ۳۶٫۱۳۳°شمالی ۸۲٫۰۰۰°غربی     |
| کالاما (شیلی)                    | خورشیدی               | ۲۲º28'S          | ۶۸º56'W          | ۲۲۵۰      | ۱۹۱۸  | ۱۹۲۰  | ۲۲°۲۸′ جنوبی ۶۸°۵۶′ غربی / ۲۲٫۴۶۷°جنوبی ۶۸٫۹۳۳°غربی   |
| Mount Montezuma, Chile           | خورشیدی               | ۲۲º40'S          | ۶۸º56'W          | ۲۷۱۱      | ۱۹۲۰  | ?     | ۲۲°۴۰′ جنوبی ۶۸°۵۶′ غربی / ۲۲٫۶۶۷°جنوبی ۶۸٫۹۳۳°غربی   |
| Mount Harquahala, Arizona        | خورشیدی               | ۳۳º48'N          | ۱۱۳º20'W         | ۱۷۲۱      | ۱۹۲۰  | ۱۹۲۵  | ۳۳°۴۸′ شمالی ۱۱۳°۲۰′ غربی / ۳۳٫۸۰۰°شمالی ۱۱۳٫۳۳۳°غربی |
| Table Mountain, California       | خورشیدی               | ۳۴º22'N          | ۱۱۷º41'W         | ۲۲۸۶      | ۱۹۲۵  | ۱۹۶۲  | ۳۴°۲۲′ شمالی ۱۱۷°۴۱′ غربی / ۳۴٫۳۶۷°شمالی ۱۱۷٫۶۸۳°غربی |
| Mount Brukkaros, Namibia         | خورشیدی               | ۲۵º52'S          | ۱۷º48'E          | ۱۵۸۶      | ۱۹۲۶  | ۱۹۳۱  | ۲۵°۵۲′ جنوبی ۱۷°۴۸′ شرقی / ۲۵٫۸۶۷°جنوبی ۱۷٫۸۰۰°شرقی   |
| Mount Saint Catherine, Egypt     | بررسی خورشیدی         | ۲۸º31'N          | ۳۳º56'E          | ۲۵۹۱      | ۱۹۳۴  | ۱۹۳۷  | ۲۸°۳۱′ شمالی ۳۳°۵۶′ شرقی / ۲۸٫۵۱۷°شمالی ۳۳٫۹۳۳°شرقی   |
| Burro Mountain, New Mexico       | خورشیدی               | ۳۲º40'N          | ۱۰۸º33'W         | ۲۴۴۰      | ۱۹۳۸  | ۱۹۴۶  | ۳۲°۴۰′ شمالی ۱۰۸°۳۳′ غربی / ۳۲٫۶۶۷°شمالی ۱۰۸٫۵۵۰°غربی |
| Organ Pass, New Mexico           | ردیابی آسمان          | ۳۲º25'N          | ۲۵۳º27'E         |           |       |       | ۳۲°۲۵′ شمالی ۱۰۶°۳۳′ غربی / ۳۲٫۴۱۷°شمالی ۱۰۶٫۵۵۰°غربی |
| Olifantsfontein, South Africa    | ردیابی آسمان          | ۲۵º58'S          | ۲۸º15'E          |           |       |       | ۲۵°۵۸′ جنوبی ۲۸°۱۵′ شرقی / ۲۵٫۹۶۷°جنوبی ۲۸٫۲۵۰°شرقی   |
| Woomera, Australia               | ردیابی آسمان          | ۳۱º06'S          | ۱۳۶º46'E         |           |       |       | ۳۱°۰۶′ جنوبی ۱۳۶°۴۶′ شرقی / ۳۱٫۱۰۰°جنوبی ۱۳۶٫۷۶۷°شرقی |
| کادیس، اسپانیا                   | ردیابی آسمان          | ۳۶º28'N          | ۳۵۳º48'E         |           |       |       | ۳۶°۲۸′ شمالی ۶°۱۲′ غربی / ۳۶٫۴۶۷°شمالی ۶٫۲۰۰°غربی     |
| شیراز، ایران                     | ردیابی آسمان          | ۲۹º38'N          | ۵۲º31'E          |           |       |       | ۲۹°۳۸′ شمالی ۵۲°۳۱′ شرقی / ۲۹٫۶۳۳°شمالی ۵۲٫۵۱۷°شرقی   |
| Curaçao, Netherlands West Indies | ردیابی آسمان          | ۱۲º05'N          | ۲۹۱º10'E         |           |       |       | ۱۲°۰۵′ شمالی ۶۸°۵۰′ غربی / ۱۲٫۰۸۳°شمالی ۶۸٫۸۳۳°غربی   |
| ژوپیتر، فلوریدا                  | ردیابی آسمان          | ۲۷º01'N          | ۲۷۹º53'E         |           |       |       | ۲۷°۰۱′ شمالی ۸۰°۰۷′ غربی / ۲۷٫۰۱۷°شمالی ۸۰٫۱۱۷°غربی   |
| Haleakala, Hawaii                | ردیابی آسمان          | ۲۰º43'N          | ۲۰۳º45'E         |           |       |       | ۲۰°۴۳′ شمالی ۱۵۶°۱۵′ غربی / ۲۰٫۷۱۷°شمالی ۱۵۶٫۲۵۰°غربی |
| Villa Dolores, Argentina         | ردیابی آسمان          | ۳۱º57'S          | ۲۹۴º54'E         |           |       |       | ۳۱°۵۷′ جنوبی ۶۵°۰۶′ غربی / ۳۱٫۹۵۰°جنوبی ۶۵٫۱۰۰°غربی   |
| Mitaka, Japan                    | ردیابی آسمان          |                  |                  |           |       |       |                                                       |
| Nani Tal, India                  | ردیابی آسمان          |                  |                  |           |       |       |                                                       |
| ارکیپا, پرو                      | خورشیدی، ردیابی آسمان |                  |                  |           |       |       |                                                       |
| Oak Ridge Observatory            |                       |                  |                  |           |       |       |                                                       |

## رصدخانهٔ امروز اخترفیزیک اسمیتسونین
در حال حاضر، بیش از ۳۰۰ نفر دانشمند در رصدخانهٔ اخترفیزیک اسمیتسونین، در برنامه‌های گستردهٔ پژوهشی در زمینه‌های اخترشناسی، اخترفیزیک، زمین، علوم فضایی، و آموزش علوم سرگرم کار هستند.
تلاش‌های پیشگامانه رصدخانهٔ اسمیتسونین در توسعهٔ رصدخانه‌های در مدار (فضایی) و تلسکوپ‌های بزرگ زمینی، بهره‌گیری از سیستم‌های کامپیوتری و کامپیوتر در دشواری‌های اخترفیزیکی، و ادغام رشته‌های اندازه‌گیری آزمایشگاهی، اختر فیزیک نظری، و مشاهدات در پهنای طیف الکترومغناطیسی، در دست‌یابی به درک درست‌تر کنونی ما از جهان کمک کرده‌است.
مدیریت رصدخانه پرتو ایکس چاندرا توسط رصدخانهٔ اخترفیزیک اسمیتسونین در کمبریج اداره می‌شود. همچنین همراه با دانشگاه آریزونا، این رصدخانه مدیریت تلسکوپ ام‌ام‌تی که یکی از بزرگ‌ترین تلسکوپ‌های بزرگ جهان است را نیز بر عهده دارد.

## مدیران کل
- ساموئل پیرپونت لانگلی ۱۸۹۰ تا ۱۹۰۶[۴]
- چارلز گریلی ابوت ۱۹۰۶ تا ۱۹۴۲[۴]
- لُویال بلین آلدریک ۱۹۴۲ تا ۱۹۵۵[۴]
- فرد لارنس ویپل 1955–1973[۴]
- George B. Field 1973–1982[۴] (with the creation of the مرکز اخترفیزیک هاروارد-اسمیتسونین in 1973, the director of SAO and the رصدخانه کالج هاروارد became a joint position)
- Irwin I. Shapiro 1982–2004[۴]
- چارلز راجر آلکوک 2004–[۵]